# Cochlostoma simrothi
Cochlostoma simrothi is een slakkensoort uit de familie van de Megalomastomatidae. De wetenschappelijke naam van de soort is voor het eerst geldig gepubliceerd in 1908 door Caziot.